# Abbaye de Chortaïton
L’abbaye de Chortaïton est la première abbaye cistercienne implantée en Grèce. Fondée au début du XIIIe siècle par des religieux de l’abbaye de Lucedio, près de Thessalonique, elle est abandonnée au bout d'une vingtaine d'années, principalement en raison du contexte politique.

## Histoire

### Une fondation tumultueuse
Le monastère de Chortaïton semble avoir été fondé peu avant son incorporation dans l'ordre cistercien. En 1204 ou 1205, il accueille des moines grecs ayant fui la conquête latine de Constantinople. Ces derniers auraient été au nombre de deux cents,.
En 1205, Boniface de Montferrat, élu chef de la quatrième croisade et devenu roi de Thessalonique, fait don de cette maison à l'ordre cistercien, en la personne de Pietro, abbé de Lucedio et futur archevêque de Thessalonique. Ce don à l'ordre cistercien est sans doute motivé par le désir de limiter l'influence vénitienne en créant une communauté de moines « francs ». Le premier abbé est un moine de Lucedio appelé Geoffroy (Goffredo) ; son successeur se nomme Roger. Ainsi se crée la première communauté cistercienne de Grèce.
En 1212, les moines sont expulsés de leur monastère par Henri Ier de Constantinople, qui cherche à établir un équilibre entre latins et byzantins au sein de son empire. Guillaume VI de Montferrat prend la défense des cisterciens en écrivant au pape Innocent III, qui ordonne la restitution de l'abbaye aux moines. Peu après, les moines byzantins écrivent à leur tour au pape en portant de graves accusations contre les cisterciens, notamment les deux premiers abbés, qui auraient détruit une grande partie du monastère et arraché les cultures environnantes, notamment les oliviers. Les cisterciens sont malgré tout autorisés à reprendre possession du monastère en 1212, mais à la condition qu'un nouveau groupe de moines soit envoyé par Lucedio. Après une ultime protestation des moines grecs, départagée par Pélage Galvani (tout acquis à la cause des Latins), le monastère reste cistercien.

### Un rayonnement indiscutable mais éphémère
Il semble que, contrairement à ce qui se pratiquait autour des monastères cisterciens occidentaux, la terre entourant Chortaïton n'a jamais réellement été mise en valeur par ses moines, contredisant ainsi la doctrine ora et labora inscrite dans la règle de saint Benoît adoptée par la réforme cistercienne.
En 1218, les troubles initiaux semblent apaisés, au point que l'abbé de Chortaïton est requis pour juger un conflit entre Gervais, patriarche latin de Constantinople, le chapitre de l'église Hagios Demetrios et l'ordre du Saint-Sépulcre de Thessalonique.
La notoriété et la réputation de l'abbaye s'améliore au point que l'évêque de Negroponte, Jean, demande aux cisterciens de Chortaïton de venir occuper l'abbaye Saint-Archange d'Eubée (de) pour en faire une fondation cistercienne, ce qui est fait en 1223 ou 1224. Mais l'abbaye de Chortaïton ne reste pas longtemps abbaye-mère, car la prise de la ville en 1224 par Théodore Ier met fin au royaume de Thessalonique. Il n'est pas précisé si les moines de Chortaïton se réfugient dans l'abbaye fille nouvellement créée ou retournent en Italie